# Кунеевлаг
Кунеевла́г (Куне́евский исправи́тельно-трудо́вой ла́герь) — подразделение системы исправительно-трудовых учреждений в СССР.
Лагерь был создан в 1949 году, его управление размещалось в городе Ставрополь (ныне Тольятти). Являлся подразделением ГУЛАГа, с 1950 года входя в структуру управления строительства Куйбышевгидрострой. В 1953—1954 годах находился в ведении министерства юстиции СССР, после чего вновь вошёл в подчинение МВД.
Основная деятельность Кунеевского ИТЛ была связана со строительством Куйбышевской ГЭС, заключённые лагеря обеспечили подготовку к строительству, создав инфраструктуру стройплощадки, в том числе подведя железнодорожные ветки и ЛЭП от Куйбышева и Сызрани, а также построив и обслуживая ряд вспомогательных производств. Заключённые лагеря активно использовались при подготовке ложа водохранилища к затоплению, в жилищном и коммунально-бытовом строительстве, ими были построены целые кварталы современного Тольятти. Заключённые также составляли основную рабочую силу в котловане здания ГЭС, преимущественно их усилиями была намыта земляная плотина и построено здание ГЭС
Число заключённых в лагере колебалось в зависимости от масштаба работ по строительству, составляя от 1 253 до 46 507 человек, что делает Кунеевлаг одним из крупнейших исправительно-трудовых лагерей СССР. В разные годы по разным оценкам заключенные Кунеевского ИТЛ составляли до 70—85 % от общего числа участников строительства Куйбышевской ГЭС, таким образом они сыграли решающую роль в строительстве, ставшем одной из последних крупных строек в СССР с применением массового принудительного труда заключённых.
12 марта 1958 года в связи с завершением строительства ГЭС и общим реформированием пенитенциарной системы в СССР лагерь был упразднён.
В советские годы лагерь и его роль в строительстве ГЭС никак не упоминался в открытых источниках, первая информация о нём в открытом доступе появилась лишь в конце 1980-х годов.

## История

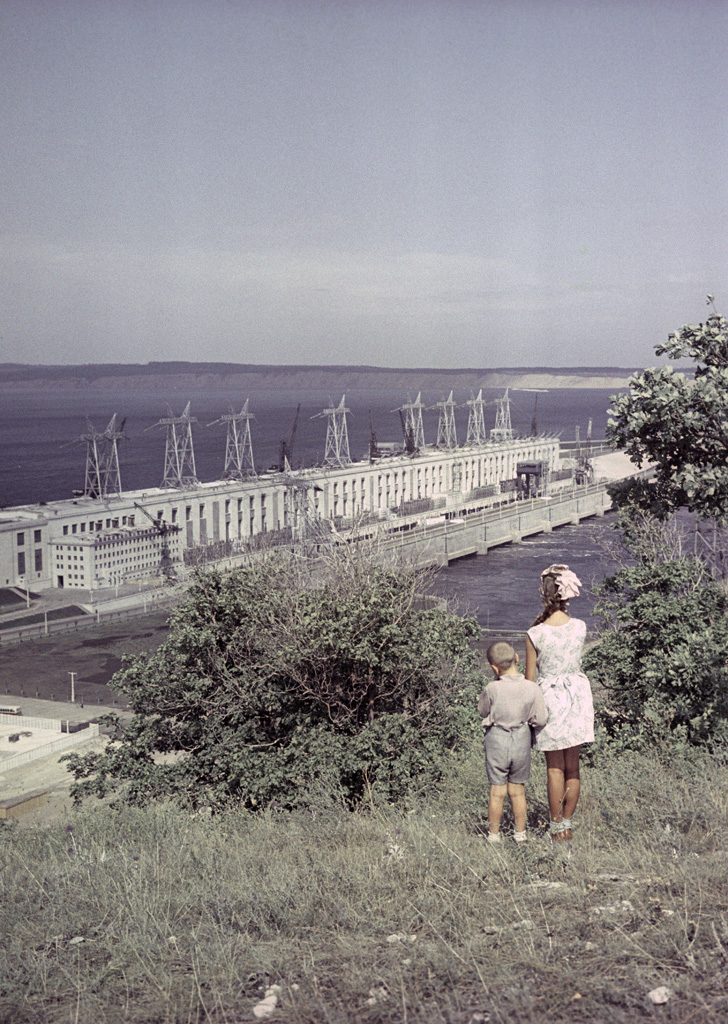
Здание Жигулёвской ГЭС, 1958 год

Кунеевский исправительно-трудовой лагерь был создан в соответствии с постановлением Совета Министров СССР приказом МВД СССР от 6 октября 1949 года. Местом размещения лагеря был выбран город Ставрополь Куйбышевской области РСФСР (ныне город Тольятти), а своё название он получил по имени деревни Кунеевки, расположенной на месте будущего строительства.
Первоначально лагерь входил в структуру Главгидростроя МВД СССР. В 1950 году для строительства Куйбышевской ГЭС в структуре МВД была создана строительная организация «Куйбышевгидрострой» (КГС) и лагерь был передан в её подчинение. Первым начальником лагеря стал начальник Куйбышевгидростроя — генерал-майор инженерно-технической службы Иван Васильевич Комзин.
В 1953 году ГУЛАГ перешёл из подчинения МВД в ведение министерства юстиции СССР, а управление строительства «Куйбышевгидрострой» было передано в министерство электростанций и электропромышленности СССР, произошло разделение руководства КГС и Кунеевского ИТЛ. Но уже в январе 1954 года Кунеевский ИТЛ, как и весь ГУЛАГ, вновь оказался в подчинении МВД. С 27 октября 1956 года после реформирования управления ГУЛАГ и его переименования Кунеевский ИТЛ подчинялся Главному управление исправительно-трудовых колоний (ГУИТК) МВД СССР.
Кунеевский ИТЛ был упразднён в соответствии с приказом МВД СССР от 12 марта 1958 года, а 9 августа 1958 года состоялось торжественное открытие Куйбышевской ГЭС. Закрытым постановлением Совета Министров СССР большая группа строителей ГЭС из числа заключённых Кунеевского ИТЛ удостоилась государственных наград. Для многих была объявлена амнистия, а остальным лагерникам значительно сократили сроки заключения. Куйбышевская ГЭС стала одним из последних крупных проектов в СССР, в реализации которого использовался принудительный труд заключённых.
Восемь действовавших на момент закрытия ИТЛ лаготделений перешли в ведение образованного УИТК (Управления исправительно-трудовых колоний) по Куйбышевской области. Лагерное отделение № 16 в дальнейшем было преобразовано в исправительную колонию № 16, которая действует в Тольятти и в настоящее время.

## Состав

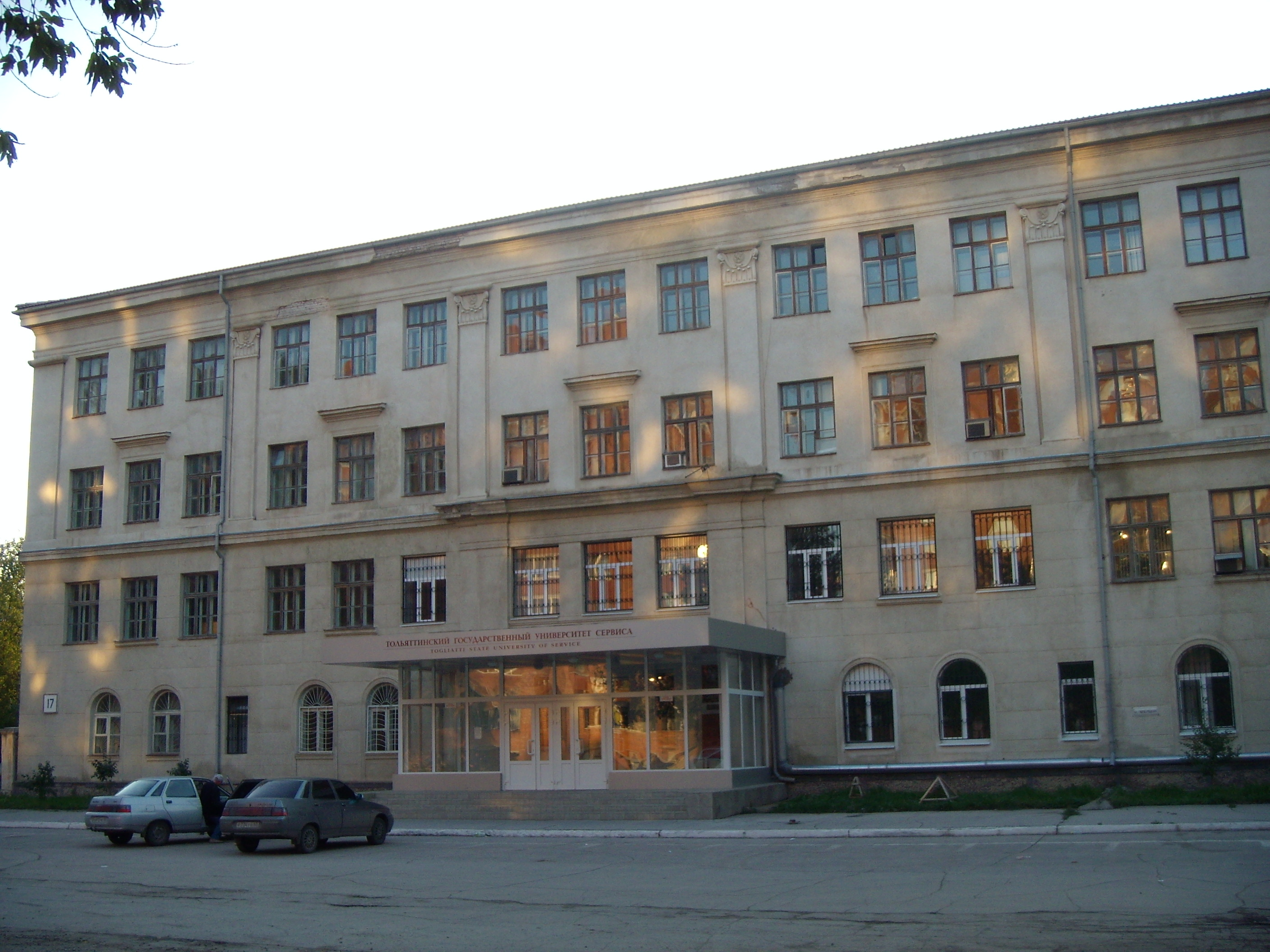
Бывшее здание управления Куйбышевгидрострой

Структура ИТЛ менялась в зависимости от выполняемых работ. На 1 января 1954 года Кунеевский лагерь состоял из 24 лагпунктов, объединённых в 15 лаготделений. На 1 марта 1957 года насчитывалось 17 лаготделений.
Первыми в составе Кунеевлага были созданы лагерные отделения 1 и 2. На окраине Ставрополя было расположено лагерное отделение № 1, занимавшееся строительством в Портпосёлке и Соцгороде. На Кунеевской стройплощадке разместилось лагерное отделение № 2, расчищавшее территорию под строительство шлюзов и возводившее посёлок Шлюзовой.
В 1951 году были созданы левобережные отделения № 3 (строительство шлюзов), № 4 (строительство Шлюзового). Позднее появились лаготделение № 11 (бетонирование нижних судоходных шлюзов и судоходного канала), № 15 (строительство посёлка Жигулёвское Море), № 16 (строительство водосливной плотины и верхних судоходных шлюзов).
На правом берегу Волги действовали лагерные отделения № 6, 7 и 8, занятые в котловане здания гидроэлектростанции. В Морквашах работало лаготделение № 9, прикреплённое к деревообрабатывающему комбинату. В посёлке Яблоневый Овраг было создано лаготделение № 17, заключённые которого работали на каменных карьерах.
Имеющиеся в открытом доступе сведения о размещении и занятости прочих подразделений лагеря достаточно противоречивы, известно лишь, что лаготделение № 5 в составе трёх лагпунктов размещалось в Кунеевке.

## Руководство лагеря
Фактическим созданием лагеря и его строительством в 1949—1950 годах руководил генерал-майор МГБ И. П. Семёнов, занимавший должность зам.начальника управления ИТЛ и строительства Куйбышевской ГЭС. Начальниками Кунеевского ИТЛ были:
- Комзин И. В., генерал-майор инженерно-технической службы, с 21 августа 1950 — не ранее 19 августа 1952[1]. Непосредственно делами ИТЛ занимался заместитель начальника[8] — подполковник Величко Н. Ф. (с 8 февраля 1951 по 6 мая 1952)[1];
- Афанасьев И. А., и. о. начальника, полковник внутренней службы, с 1 апреля 1953 по 10 октября 1953[1];
- Медведев А. П., генерал-майор, с 1 октября 1953 по 4 февраля 1954[1];
- Марин Г. А., полковник, с 13 апреля 1954 по 5 апреля 1957[1];
- Автомонов В. Е., полковник, с 5 апреля 1957 — март 1958[10].

## Заключённые

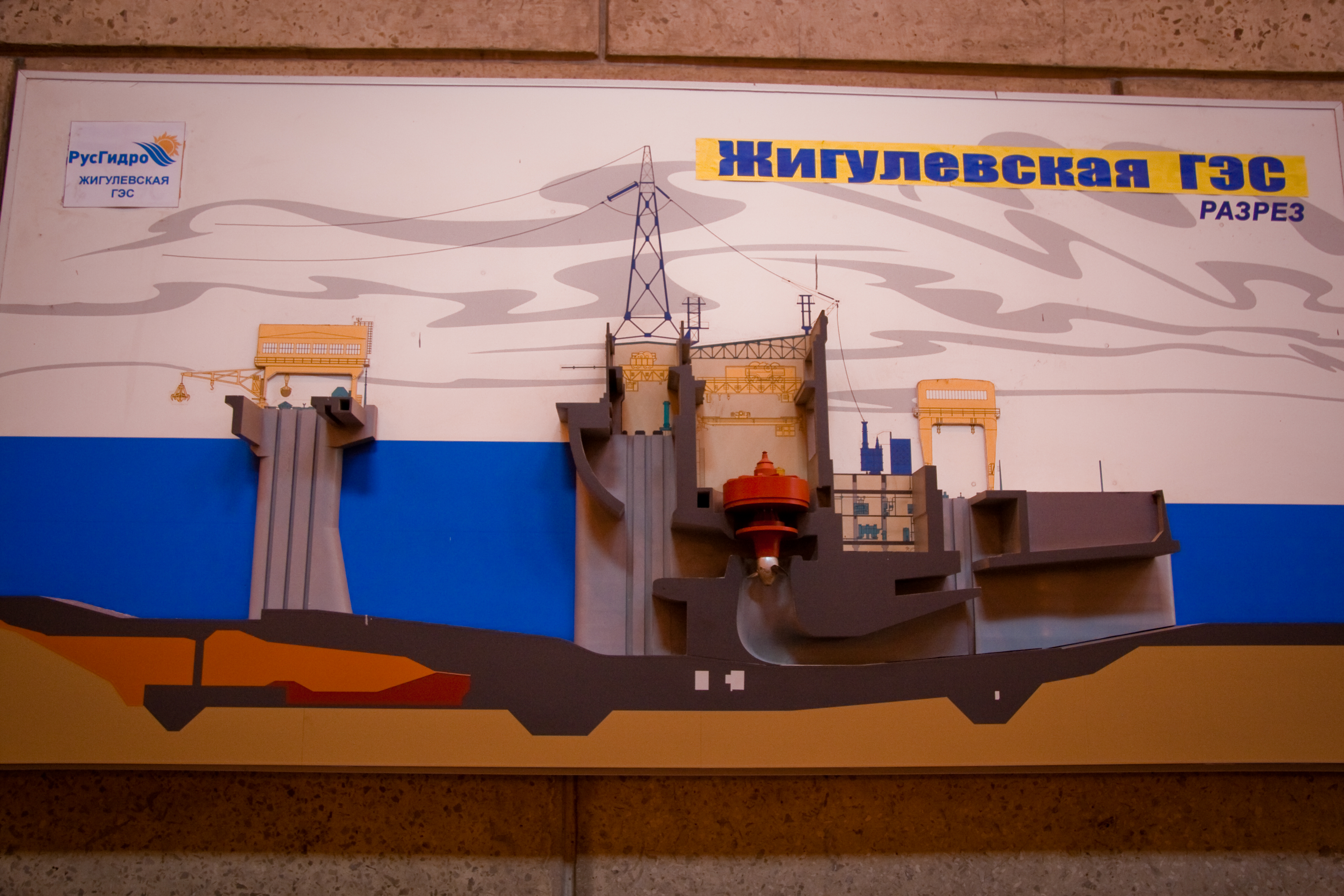
Схема Жигулёвской ГЭС

По данным Самарского УФСБ, всего через Кунеевский ИТЛ прошло около 219 438 заключённых. Среди них было много людей, в дальнейшем ставших известными: будущие композитор, дирижёр, заслуженный деятель искусств РСФСР Олег Хромушин, актёр и народный артист России Пётр Вельяминов, художник-график Андрей Вингорский, переводчик, критик и литературовед Ростислав Доценко, депутат сейма независимой Латвии Антанас Стасишкис. По воспоминаниям полковника в отставке В. А. Токмакова, бывшего в Кунеевском ИТЛ замполитом лаготделения № 16, в Кунеевлаге отбывали сроки три Героя Советского Союза: Давидович, Кононенко и Гаджиев, а также два неназванных генерала.
Заметную долю среди вольнонаёмных работников на строительстве ГЭС составляли бывшие заключённые Кунеевского ИТЛ. Ещё в январе 1951 года министр внутренних дел С. Н. Круглов обратился к Л. П. Берии с просьбой разрешить досрочное освобождение 6 тысяч заключённых, с их закреплением за строительством Куйбышевской и Сталинградской ГЭС, так как на стройках не хватало квалифицированных кадров. С августа 1952 года постановлением Совета Министров СССР Кунеевлаг вошёл в число ИТЛ, получивших право принудительно оставлять вольнонаёмными рабочими лиц, получивших досрочное освобождение.

### Численность
| Численность заключенных Кунеевлага | Численность заключенных Кунеевлага | Численность заключенных Кунеевлага | Численность заключенных Кунеевлага | Численность заключенных Кунеевлага | Численность заключенных Кунеевлага |
| Год                                | Число участников строительства     | Число заключённых                  | Дата                               | Число участников строительства     | Число заключённых                  |
| ---------------------------------- | ---------------------------------- | ---------------------------------- | ---------------------------------- | ---------------------------------- | ---------------------------------- |
| 1.12.1949                          | -                                  | 1253                               | 15.03.1953                         | 41 400                             | 45 744                             |
| 1.01.1950                          | 3700                               | 1328                               | 1.01.1954                          | 53 500                             | 46 507                             |
| 1.01.1951                          | 14 500                             | 15 864/15 775                      | 1.01.1955                          | 60 300                             | 36 144                             |
| 1.04.1951                          | 20 394                             | 15 825                             | 1.01.1952                          | 26 600                             | 24 985/24 453                      |
| 1.01.1952                          | 26 600                             | 24 985/24 453                      | 1.01.1956                          | 50 300                             | 32 094                             |
| 1.01.1953                          | 41 400                             | 45 961                             | 1.12.1957                          | 27 300                             | 11 688                             |

В отличие от системы ГУЛАГа в целом, где максимальная численность заключённых приходилась на 1950 год численность заключённых Кунеевского ИТЛ достигла максимума в 1953—1954 годах, что связано с разворачиванием в это время основных работ по строительству. В дальнейшем численность заключённых оставалась достаточно высокой вплоть до закрытия лагеря, с некоторым сокращением в 1956—1957 годах в связи с завершением строительства ГЭС и постепенной ликвидацией самой системы ИТЛ ГУЛАГа.
Среднегодовое количество осуждённых Кунеевского ИТЛ в 1949—1957 годах составляло приблизительно 2,2 % от общего числа заключённых ИТЛ ГУЛАГа за этот период, достигнув в 1954 году максимального показателя в 4,7 %. Кунеевлаг являлся одним из крупнейших лагерей в европейской части СССР, а на 1 июля 1955 года занимал третье место по всем ИТЛ ГУЛАГа.
На момент ликвидации лагеря и передачи его лаготделений в ведение управления исправительно-трудовых колоний Куйбышевской области в 1958 году в них содержалось 13 963 заключённых.

### Контингент
По существующему порядку в лагерь должны были направляться заключённые, осуждённые на сроки от 3 до 15 лет, в возрасте не моложе 18 лет, годные по физическому состоянию к работе. Они должны были соответствовать требованию расконвоирования. Не подлежали пребыванию в Кунеевском ИТЛ рецидивисты, перебежчики, нарушители лагерного режима, а также лица, осуждённые за бандитизм, грабежи, умышленные убийства, побеги. Политические заключённые, осужденные по статье 58 УК РСФСР, также не подлежали отправке в Кунеевский лагерь, за исключением осуждённых по 10 пункту 58-й статьи: «антисоветская агитация».
Подобные ограничения были вызваны характером работ на строительстве, связанным с тесным общением с вольнонаёмными работниками, а также расположением лагеря в центре густонаселённого региона, что не позволяло обеспечить соблюдение строгого режима для соответствующих групп заключённых.
На практике же в лагерь нередко попадали осуждённые, в том числе и за тяжкие преступления, в связи с чем руководство лагеря неоднократно обращалось к руководству ГУЛАГа с просьбами вывезти из лагеря «бандитствующий элемент» и больше не присылать: «ГУЛАГ не учитывает территориальное расположение и важность всенародной стройки, а потому направляет в ИТЛ для отбывания наказания осужденных за особо опасные преступления со сроком до 25 лет».
| Заключённые Кунеевского ИТЛ по составу преступления (на 1 июля 1951 года)                                                                    | Заключённые Кунеевского ИТЛ по составу преступления (на 1 июля 1951 года) |
| Состав преступлений | Количество заключённых                                                    |
| --- | ------------------------------------------------------------------------- |
| За контрреволюционные преступления | 1464                                                                      |
| За бандитизм, разбои, грабёж | 354                                                                       |
| За убийства | 222                                                                       |
| За хищения государственного и общественного имущества, совершенные повторно, совершенные организованной группой или в особо крупных размерах | 3985                                                                      |
| За прочие преступления | 12 740                                                                    |

Таким образом, на середину 1951 года в Кунеевском ИТЛ лишь 7,8 % заключённых были осуждены за политические преступления, в то время как в общем в лагерях ГУЛАГа доля таких заключённых, по оценкам специалистов, составляла около 23 %. И в дальнейшем доля политических заключённых не превышала 10 %.
С течением времени доли осуждённых за те или иные преступления изменялись. На 1 января 1954 года контингент Кунеевского ИТЛ в основном состоял из лиц, судимых за тяжкие преступления. В их числе были осуждённые на срок от 5 до 10 лет — 19 308 человек, на срок от 10 до 15 лет — 11 290 человек, от 15 до 20 лет — 2955 человек, свыше 20 лет — 838 человек. Это способствовало росту числа нарушений лагерной дисциплины и вызывало сложности с трудовым использованием заключённых. Но постепенно, начиная с 1953 и 1954 годов, доля осуждённых за тяжкие уголовные преступления и за политические преступления сокращалась в связи с амнистией и реабилитациями соответственно. И хотя в 1955—1956 году в общем по ГУЛАГу произошло увеличение удельного веса строгорежимных заключённых (9,85 %) и сокращение доли общережимных (75,1 %), однако значение строительства ГЭС и расположение лагеря способствовали сохранению высокой доли заключённых на общем режиме.
| Заключенные Кунеевского ИТЛ по видам режима содержания (на 1 марта 1957 года) | Заключенные Кунеевского ИТЛ по видам режима содержания (на 1 марта 1957 года) | Заключенные Кунеевского ИТЛ по видам режима содержания (на 1 марта 1957 года) |
| Режим                                                                         | Количество заключенных                                                        | Процент                                                                       |
| ----------------------------------------------------------------------------- | ----------------------------------------------------------------------------- | ----------------------------------------------------------------------------- |
| Облегчённый, с правом проживания за зоной                                     | 57                                                                            | 0,3                                                                           |
| Облегчённый                                                                   | 865                                                                           | 4,5                                                                           |
| Общий режим                                                                   | 17 904                                                                        | 92,9                                                                          |
| Строгий                                                                       | 452                                                                           | 2,3                                                                           |

К 1957 году в лагере явно преобладали осуждённые за хищение государственного, общественного имущества и личной собственности граждан, что в целом соответствовало средним показателям по ГУЛАГу.
| Заключённые Кунеевского ИТЛ по составу преступления (на 1 марта 1957 года) | Заключённые Кунеевского ИТЛ по составу преступления (на 1 марта 1957 года) | Заключённые Кунеевского ИТЛ по составу преступления (на 1 марта 1957 года) |
| Состав преступлений                                                        | Количество заключенных                                                     | Всего (%)                                                                  |
| -------------------------------------------------------------------------- | -------------------------------------------------------------------------- | -------------------------------------------------------------------------- |
| За хищения государственного и общественного имущества                      | 6964                                                                       | 32,4                                                                       |
| За хищение личной собственности граждан                                    | 4174                                                                       | 19,4                                                                       |
| По указу от 04.01.1949 об усилении охраны личной собственности граждан     | 918                                                                        | 4,3                                                                        |
| По ст. 59-3, п. «3» (бандитизм, вооружённые ограбления)                    | 10                                                                         | 0,05                                                                       |
| За умышленное убийство                                                     | 405                                                                        | 1,9                                                                        |
| По ст. 182 (незаконное хранение оружия)                                    | 119                                                                        | 0,6                                                                        |
| По ст. 74 (хулиганство)                                                    | 4925                                                                       | 22,9                                                                       |
| Прочие преступления                                                        | 3969                                                                       | 18,5                                                                       |

По состоянию на 1 января 1954 года в Кунеевском ИТЛ в основном находились лица, судимые за тяжкие преступления. В их числе были осуждённые на срок от 5 до 10 лет — 19 308 человек, на срок от 10 до 15 лет — 11 290 человек, от 15 до 20 лет — 2955 человек, свыше 20 лет — 838 человек. В 1957 году преобладали осуждённые на сроки от 3 до 10 лет. 16 340 заключённых было осуждено впервые, 5144 (23,95 %) имели две и более судимости, что было ниже, чем в целом для ГУЛАГа, где удельная доля неоднократно осуждённых составляла 33,7 %.
| Заключенные Кунеевского ИТЛ по срокам осуждения (на 1 марта 1957 года) | Заключенные Кунеевского ИТЛ по срокам осуждения (на 1 марта 1957 года) |
| Срок заключения                                                        | Количество заключенных                                                 |
| ---------------------------------------------------------------------- | ---------------------------------------------------------------------- |
| До 1 года                                                              | 125                                                                    |
| От 1 до 3 лет                                                          | 4836                                                                   |
| От 3 до 5 лет                                                          | 5511                                                                   |
| От 5 до 10 лет                                                         | 7665                                                                   |
| От 10 до 15 лет                                                        | 2097                                                                   |
| От 15 до 20 лет                                                        | 112                                                                    |
| Свыше 20 лет                                                           | 138                                                                    |

Заметную роль среди заключённых играли воры в законе. По свидетельству вольнонаёмных инженеров, которые были обязаны проводить политбеседы с вверенными им рабочими-заключёнными и заходить в к ним в бараки, они проживали в общих бараках, но в отдельных, отгороженных комнатах. На работу они не выходили, но руководство лагеря закрывало на это глаза, так как с их помощью обеспечивало порядок в бараках и зоне проживания. К аналогичным методам прибегало и руководство строительством: насчитывая максимальный процент выработки в обмен на содействие в обеспечении порядка на производстве, не допущении порчи оборудования, драк с вольнонаёмными и т. д..

### Образование и квалификация
В первые годы существования лагерь комплектовался заключёнными преимущественно из Ульяновской, Челябинской и Чкаловской областей. Отбирались заключённые из числа квалифицированных рабочих (плотники, шофера, экскаваторщики, слесари-монтажники, трактористы, каменщики и т .д), осуждённым по бытовым статьям. Только в течение II квартала 1951 года в лагерь было направлено около 3 тысяч таких заключённых. Также направлялись и инженерно-технические работники, отбираемые из числа заключённых, осуждённых по бытовым статьям, для использования в проектных работах. В марте-апреле 1951 года 70 человек таких заключённых было направлено в Кунеевский ИТЛ.
Благодаря подобному отбору в начальный период существования лагеря среди заключённых преобладала квалифицированная рабочая сила, что объяснялось характером строительных работ.
| Заключённые Кунеевского ИТЛ по наличию специальностей и их использованию (на 1 марта 1957 г.) | Заключённые Кунеевского ИТЛ по наличию специальностей и их использованию (на 1 марта 1957 г.) | Заключённые Кунеевского ИТЛ по наличию специальностей и их использованию (на 1 марта 1957 г.) | Заключённые Кунеевского ИТЛ по наличию специальностей и их использованию (на 1 марта 1957 г.) |
| Специальность                                                                                 | Всего                                                                                         | Работает по специальности                                                                     | На общих работах                                                                              |
| --------------------------------------------------------------------------------------------- | --------------------------------------------------------------------------------------------- | --------------------------------------------------------------------------------------------- | --------------------------------------------------------------------------------------------- |
| Инженеры                                                                                      | 48                                                                                            | 44                                                                                            | 4                                                                                             |
| Техники                                                                                       | 80                                                                                            | 52                                                                                            | 28                                                                                            |
| Агрономы                                                                                      | 10                                                                                            | -                                                                                             | 10                                                                                            |
| Агротехники                                                                                   | 4                                                                                             | -                                                                                             | 4                                                                                             |
| Зоотехники                                                                                    | 2                                                                                             | -                                                                                             | 2                                                                                             |
| Квалифицированная рабочая сила                                                                | 10 185                                                                                        | 7496                                                                                          | 2689                                                                                          |
| Медперсонал                                                                                   | 19                                                                                            | 15                                                                                            | 4                                                                                             |
| Преподаватели                                                                                 | 65                                                                                            | 61                                                                                            | 4                                                                                             |

Однако с ростом числа заключённых росла доля людей с низкой квалификацией, что снижало ценность рабочей силы в условиях роста механизации строительства. Руководство Куйбышевгидростроя предпринимало активные усилия по решению этого вопроса: только в 1950—1954 годах 19 741 человек прошёл курсы первоначальной подготовки, ещё 7 202 заключённых окончили курсы повышения квалификации. К 1957 году в каждом лаготделении было организовано получение начального и среднего школьного образований, в некоторых лаготделениях действовали школы профтехнического обучения. Всего в 1-10-х классах обучалось 3140 заключённых, работало 136 учителей, 36 из которых из числа заключённых. Было организовано два учебно-консультативных пункта Куйбышевского энергостроительного техникума, где обучалось 87 человек. Помимо заключённых в школах и учебно-консультативных пунктах обучались также 106 человек из числа офицеров, начальствующего и вольнонаёмного состава.

### Состояние здоровья
| Численность заключенных в Кунеевском ИТЛ в 1951 г. с распределением по категориям трудоспособности | Численность заключенных в Кунеевском ИТЛ в 1951 г. с распределением по категориям трудоспособности | Численность заключенных в Кунеевском ИТЛ в 1951 г. с распределением по категориям трудоспособности | Численность заключенных в Кунеевском ИТЛ в 1951 г. с распределением по категориям трудоспособности | Численность заключенных в Кунеевском ИТЛ в 1951 г. с распределением по категориям трудоспособности | Численность заключенных в Кунеевском ИТЛ в 1951 г. с распределением по категориям трудоспособности | Численность заключенных в Кунеевском ИТЛ в 1951 г. с распределением по категориям трудоспособности |
| Месяц                                                                                              | Общая численность                                                                                  | Женщин                                                                                             | 1-я категория труда (%).                                                                           | 2-я категория труда (%).                                                                           | 3-я категория труда (%).                                                                           | |
| -------------------------------------------------------------------------------------------------- | -------------------------------------------------------------------------------------------------- | -------------------------------------------------------------------------------------------------- | -------------------------------------------------------------------------------------------------- | -------------------------------------------------------------------------------------------------- | -------------------------------------------------------------------------------------------------- | -------------------------------------------------------------------------------------------------- |
| Апрель                                                                                             | 15 392                                                                                             | -                                                                                                  | 76                                                                                                 | 23,1                                                                                               | 0,9                                                                                                | |
| Май                                                                                                | 16 505                                                                                             | 1350                                                                                               | 72                                                                                                 | 26                                                                                                 | 2                                                                                                  | |
| Июнь                                                                                               | 17 595                                                                                             | 1364                                                                                               | 73                                                                                                 | 25, 4                                                                                              | 1,6                                                                                                | |
| Июль                                                                                               | 20 650                                                                                             | 1345                                                                                               | 72,5                                                                                               | 25,7                                                                                               | 1,8                                                                                                | |
| Декабрь                                                                                            | 24 390                                                                                             | 2034                                                                                               | 72,8                                                                                               | 25,3                                                                                               | 1,9                                                                                                | |

1. ↑  1-я категория — полноценная рабочая сила, пригодная к выполнению всякого рода производственных физических работ
2. ↑  2-я категория — неполноценная рабочая сила с пониженной годностью к выполнению физических работ, годная к работам, не требующим квалификации, или к квалифицированному физическому труду соответственно своим профессиям
3. ↑  3-я категория — инвалидность с пригодностью для выполнения легких видов физического труда или полная инвалидность, непригодность ни для каких работ

Исходя из нужд создания ИТЛ в него преимущественно направлялись заключённые 1-й категории трудоспособности. В ходе всего существования лагеря доля трудоспособных заключённых оставалась стабильно высокой: на 1 марта 1957 года доля инвалидов составляла 2,3 %.
Как и в общем по ГУЛАГу в Кунеевском ИТЛ преобладали заключённые в возрасте от 18 до 35 лет.
В структуре смертности среди заключённых преобладала смертность от туберкулёза, однако недостаток введённых в научный оборот источников не позволяет историкам проследить динамику смертности. К 1957 году в медицинской службе лагеря насчитывалось 35 врачей, 10 зубных врачей, 94 человека среднего медицинского персонала.
Стабильно высок был производственный травматизм. Только за первое полугодие 1951 года было зафиксировано 742 случая производственных травм, в результате которых 3 человека погибло, 134 человека получило тяжёлые травмы. Заключённые работали без страховки, без спецодежды, основными травмами были ожоги известью глаз и рук, переломы конечностей. За 9 месяцев 1953 года травмы получили 2037 человек, из которых 41 человек погиб, за аналогичный период следующего 1954 года было зафиксировано 743 случая производственных травм, из них 35 со смертельным исходом.
Существуют неподтверждённые легенды о том, что при строительстве котлована погибло много заключённых, причём трупы замуровывали в бетон, так что в народе Жигулёвскую ГЭС даже прозвали «братской могилой», однако очевидцев подобного не имеется.

## Условия содержания

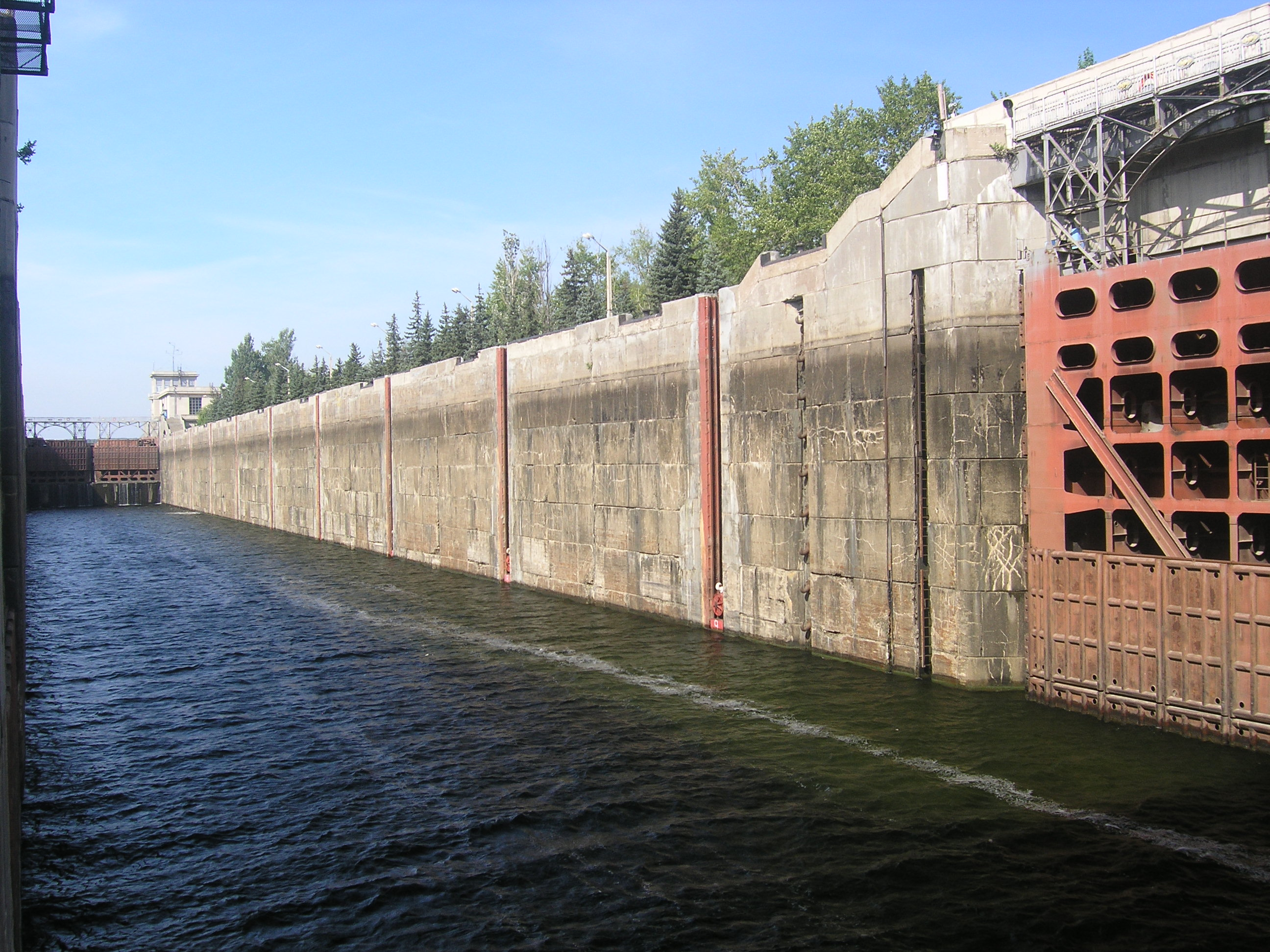
Один из шлюзов

В первые годы существования условия в Кунеевском лагере были весьма тяжёлыми. Наблюдались перебои с питанием, водой, топливом. Заключённые размещались в бараках, полуземлянках, утеплённых палатках, вагонах. Скученность была весьма высока, индивидуальными спальными местами было обеспечено лишь 60 % заключённых. Обеспеченность лагеря жёстким инвентарём составляла лишь 10-30 % Отсутствовали санузлы, работы по водоснабжению и проведению канализации лагерных посёлков велись медленно. В лагерных больницах не хватало ни врачей, ни мест для госпитализации нуждающихся. На 1 апреля 1951 года средняя обеспеченность заключённых жилой площадью равнялась 1,53 м² вместо положенных нормативами 2 м² на человека.
По воспоминаниям вывшего заключённого Кунеелага, одного из организаторов тольяттинского общества «Мемориал» Василия Булычева: «на одного заключенного полагалось два квадратных метра. Железные кровати ставили в два яруса. Каждый день заключенных гнали на стройку. Зимой 1953-54 годов, когда начались бетонные работы на будущей плотине, самых молодых и здоровых политических перевели в поселок Шлюзовой. Зима тогда была суровой, а новый лагерь строить не стали. Рабсилу расселили в брезентовых палатках по 40 человек. Железная печурка от мороза не спасала, и заключенные сбивались на нарах потеснее — только так можно было отдохнуть перед следующей 12-часовой сменой. За смену нужно было уложить 10-12 машин бетона. Не все выдерживали такое напряжение. Больных отправляли в Самару, мертвых хоронили под номерами, без имен. На место больных и умерших каждый месяц шли новые этапы».
Однако по оценкам некоторых историков, недостатки первых лет были вызваны, в первую очередь, трудностями, связанными со строительством жилых, коммунально-бытовых помещений, становлением всей лагерной инфраструктуры. Руководство лагеря было заинтересовано в поддержании хорошего физического состояния заключённых для выполнения плана работ, поэтому условия содержания постепенно улучшались, хотя проверяющие инспекции ежегодно находили различные нарушения норм содержания заключённых. В 1954 году, к примеру, было зафиксировано: «…части бараков промёрзли, заключённые вынуждены спать в верхней одежде и обуви, умывальные комнаты грязные, в большинстве своём не отапливаются, кипячёная вода, как правило, отсутствует, в подразделениях № 2, 6, 7, 10 появилась вшивость… В большинстве столовых холодно, грязно, стены промёрзли, столы и стулья отсутствуют… Санитарное состояние пищевых объектов на производстве „котлован“ крайне неудовлетворительное…». В марте 1955 года из-за проблем с размещением большого количества заключённых норма жило площади в лагере была снижена до 1,5 м² на человека.
К 1957 году условия содержания заключённых оценивались как хорошие или удовлетворительные. К этому времени жилой фонд лагеря состоял из 58 бараков, 14 из которых были с центральным отоплением, остальные с печным. Имелось 3 ларька, 12 магазинов и 10 столовых, 9 библиотек, 4 радиоузла Претензии проверяющих оставались лишь к оборудованию ограждений жилых и производственных зон и отсутствию технических средств охраны.
Отдельно необходимо отметить неприспособленность Кунеевского ИТЛ к пребыванию в нём женщин. В лагере не были подготовлены лагподразделения для содержания женщин. Так по данным докладной записки комиссии ГУЛАГа в Кунеевском ИТЛ «заключённые размещены в одноэтажных и двухэтажных бараках, за исключением двух женских лагерных п. 6 и 11 лагерных отделений, где заключённые женщины размещены в палатках, причём лагерный пункт одиннадцатого лагерного отделения предложено закрыть, так как помещения, где размещены заключённые женщины, не пригодны для жилья. Женский лагерный пункт 6 лагерного отделения не имеет коммунально-бытовых служб (столовой, бани, прачечной, кипятилки и др.)… В значительной части лагерных подразделений и объекта работ состояние водоснабжения неудовлетворительное». Кроме того, хотя доля заключённых женщин возросла с 8 % в 1950 году до 12 % в 1953 году, для них не имелось постоянного фронта работ, и в 1952 году руководство ИТЛ категорически отказалось от дальнейшего приёма женщин-заключённых. По воспоминаниям бывшего председателя Ставропольского горисполкома А. Т. Паренского, хотя амнистия 1953 года изначально затронула лишь небольшую часть женщин-заключённых, многие из которых были осуждены по не подлежащим амнистии статьям уголовного кодекса, она распространялась на беременных. В результате уже к середине лета почти все женщины Кунеевского ИТЛ оказались беременны. По результатам расследования оказалось, что «помогали» освободиться таким образом и бесконвойные заключённые, и вольнонаёмные рабочие, и технические специалисты и даже сотрудники лагерной охраны. В связи с последовавшим массовым освобождением к концу 1953 года все женские лагпункты пришлось закрыть.

## Режим

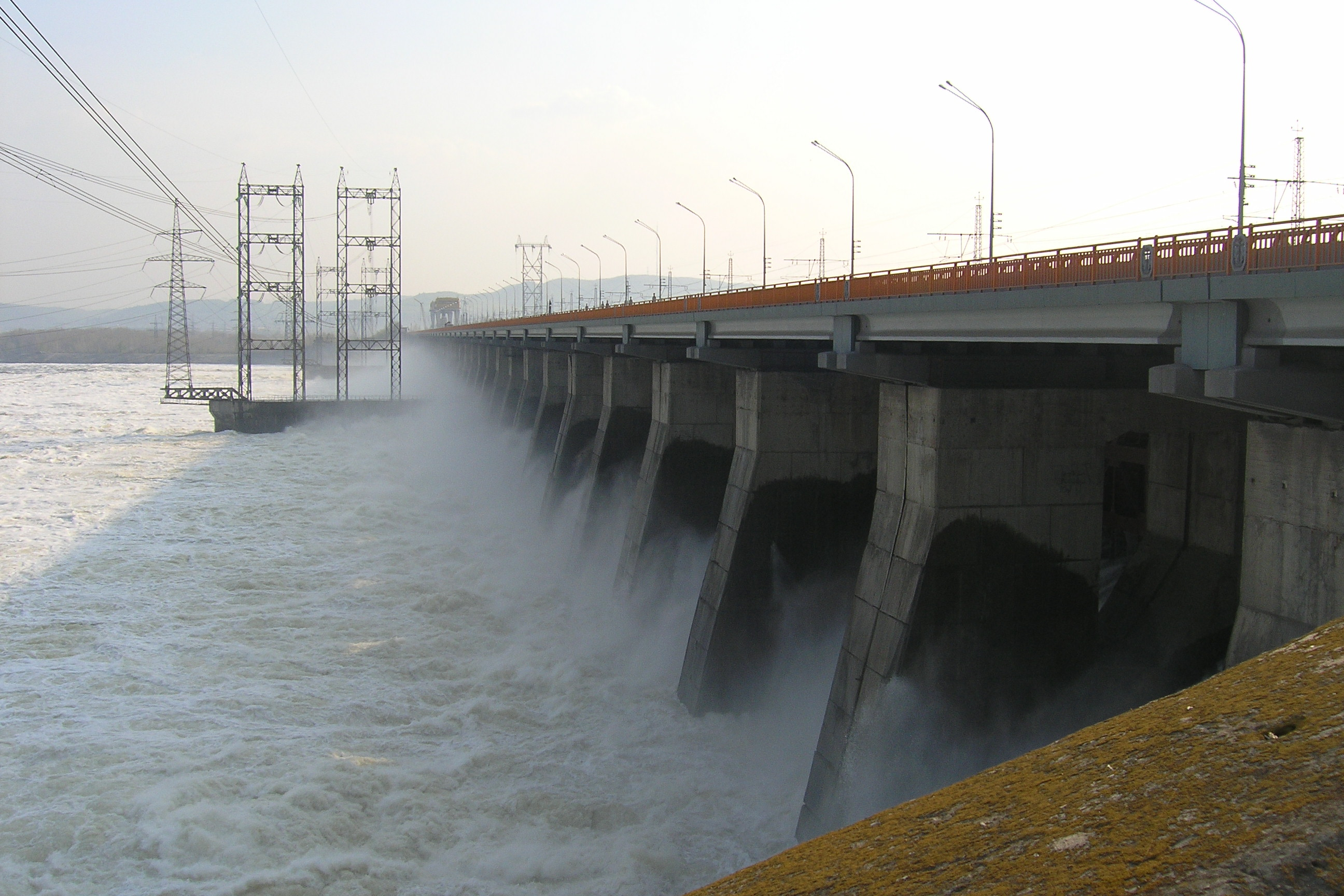
Сброс воды через бетонную плотину при паводке

Эффективно размещать и содержать заключённых, обеспечить соблюдение лагерной дисциплины, надёжную охрану было возможно лишь для ограниченного числа заключённых. В 1952 году был определён лимит заключённых в лагере в 27 500 человек. Однако эта цифра существенно расходилось с потребностями строительства, требовавшими привлечения возможно большего числа рабочих рук, так что лимит стабильно превышался. Обращения руководства ИТЛ к начальнику ГУЛАГа о сокращении численности заключённых результата не имели — строительство ГЭС было важнее.
Другой из проблем в деятельности ИТЛ был дефицит грамотных руководящих кадров, из-за чего в подразделениях часто менялось руководство, оно было недостаточно квалифицированным. Так в 1953 году начальником одного из лагпунктов стал майор Баканов, который «…с первого же дня стал пьянствовать, по несколько дней не выходил на работу, за что был уволен». И это не было единичным случаем, пьянство и прогулы среди офицеров были нередки.
Некомплект охраны руководство ИТЛ пыталось компенсировать использованием самоохраны из числа заключённых, приёмом на работу лиц с недостаточным образованием, солдат срочной службы, не знающих ни нормативных актов и не имеющих соответствующих навыков работы. Так по итогам работы за 7 месяцев 1953 года общее политико-моральное состояние и воинская дисциплина сотрудников отдела охраны ИТЛ оценивались как неудовлетворительные, только за второй квартал было зафиксировано 327 нарушений дисциплины и 28 побегов, а также в «результате потери бдительности и ротозейства отдельных сотрудников» более 300 случаев связей между вольнонаёмными работниками и заключёнными, в том числе пронос спиртного, отправка писем, интимные связи и т.д.
Характер выполняемых работ требовал от руководства ИТЛ активно прибегать к практике расконвоирования, в том числе и тех заключённых, которые не соответствовали требованиям. Бесконвойные не изолировались от остального контингента, размещались на частных квартирах, свободно перемещались по Ставрополю и окрестным селениям. «Некоторые из них пьянствуют, вступают в связь с гражданским населением и совершают преступления».
Совместные работы заключённых с вольнонаёмными работниками, через которых первые получали ножи, верёвки, водку и иные запрещённые предметы, нехватка мест в штрафных изоляторах, отсутствие заграждений на производственных и жилых объектах, ненадлежащая охрана — все это приводило к несоблюдению режима содержания и нарушениям правил охраны и способствовало росту числа преступлений в лагере.
| Нарушения условий и режима содержания заключёнными Кунеевского ИТЛ в 1950—1955 годах | Нарушения условий и режима содержания заключёнными Кунеевского ИТЛ в 1950—1955 годах | Нарушения условий и режима содержания заключёнными Кунеевского ИТЛ в 1950—1955 годах | Нарушения условий и режима содержания заключёнными Кунеевского ИТЛ в 1950—1955 годах | Нарушения условий и режима содержания заключёнными Кунеевского ИТЛ в 1950—1955 годах | Нарушения условий и режима содержания заключёнными Кунеевского ИТЛ в 1950—1955 годах |                |
| Вид нарушения или преступления                                                       | 1950 (4 квартал)                                                                     | 1951                                                                                 | 1952                                                                                 | 1953                                                                                 | 1954 (10 мес.)                                                                       | 1955 (10 мес.) |
| ------------------------------------------------------------------------------------ | ------------------------------------------------------------------------------------ | ------------------------------------------------------------------------------------ | ------------------------------------------------------------------------------------ | ------------------------------------------------------------------------------------ | ------------------------------------------------------------------------------------ | -------------- |
| Бандитские проявления                                                                | 3                                                                                    | 2                                                                                    | 18                                                                                   | 11                                                                                   | 0                                                                                    | 3              |
| Массовые беспорядки                                                                  | нет сведений                                                                         | нет сведений                                                                         | нет сведений                                                                         | 15                                                                                   | 0                                                                                    | 3              |
| убитых и раненых                                                                     | 21                                                                                   | нет сведений                                                                         | 39                                                                                   | более 65                                                                             | 0                                                                                    | 15             |
| Число заключённых, совершивших побеги                                                | 24                                                                                   | Более 7                                                                              | 32                                                                                   | 116                                                                                  | 47                                                                                   | 76             |
| Хулиганские проявления                                                               | нет сведений                                                                         | 88                                                                                   | 465                                                                                  | 245                                                                                  | нет сведений                                                                         | 99             |
| Отказы от работы (человеко-дни)                                                      | нет сведений                                                                         | 963                                                                                  | 6941                                                                                 | 4991                                                                                 | нет сведений                                                                         | 37 527         |
| Привлечено к уголовной ответственности                                               | нет сведений                                                                         | нет сведений                                                                         | нет сведений                                                                         | нет сведений                                                                         | 174                                                                                  | 274            |

С ростом числа «бандитствующих элементов» в лагере в 1952—1953 годах росло число случаев порчи оборудования в лагере и на строительстве ГЭС, участились случаи побега на автомашинах, убийства, случались беспорядки на этнической почве. Беспорядки случались и по случаям гибели людей из-за ненадлежащей охраны труда и несоблюдения техники безопасности на строительстве, и из-за нарушений инструкции об ограничении выдаваемых заключённым на руки денег: в декабре 1950 года в ходе массовой драки, вызванной кражей 1650 рублей, погибло пятеро заключённых, ещё четверо получили тяжкие ранения.
Известно, однако, что сохранившаяся информация о такого рода инцидентах не полна: руководство ИТЛ далеко не всегда докладывало в Москву о случаях нарушений трудовой дисциплины, преступности, хозяйственных злоупотреблениях и прочем. Так весной 1951 года начальник ИТЛ Комзин и его заместитель Семёнов докладывали в Москву о высокой эффективности принятых ими мер по наведению порядка в лагере, при этом последовавшая в мае того же года комиссия во главе с заместителем начальника ГУЛАГа генерал-лейтенантом А. Кобуловым выявила множество нарушений. Осенью 1952 года в Кунеевском лагере случился всплеск преступности, в том числе убийств, причём среди жертв были и сотрудники лагерной администрации, в последовавшем расследовании выяснилось, что руководство Куйбышевгидростроя уже долгое время не направляло в министерство информацию о чрезвычайных происшествиях в лагере.
13 января 1953 года вышел указ Президиума Верховного Совета СССР о введении смертной казни «за бандпроявления в лагерях», что способствовало снижению числа нарушений лагерного режима.
Бывший замполит лаготделения № 16 В. А. Токмаков в своих воспоминаниях рассказывал о противоборстве лагерной администрации с воровскими законами и традициями. По его словам, в лаготделении порой содержалось от шести до девяти воров в законе. И администрация была вынуждена считаться с установленными ими правилами, к примеру не допуская в зону этапированных, отошедших от воровского закона (на блатном жаргоне — «сук»), так как им грозила смерть. Решением воровской сходки каждая бригада должна была сдавать определённую сумму от полученной зарплаты на общаковую кассу. Когда лагерная администрация, по воровским понятиям, начинала беспредельничать, к примеру, несправедливо, по мнению «воров» наказывая за нарушение режима, то воровские авторитеты начинали протесты: отказывались от приёма пищи, провоцировали групповые отказы от работы, допускали намеренный брак на бетонировании того или иного объекта, случались избиения активистов.
В середине 1950-х годов началась так называемая «сучья война»: попытка искоренить воровские законы и лишить криминальных авторитетов власти среди заключённых. Руководство ГУЛАГа санкционировало перевод криминальных авторитетов на тюремный режим, чтобы исключить их влияние на честно трудящихся заключённых. На них оказывалось давление, не исключая физического воздействия с целью заставить подписать заявление об отказе от воровских традиций. Вскоре удалось добиться ряда подобных заявлений. В бригадах с заключёнными проводились собрания, с выступлениями активистов и публичными заявлениями о осуждении воровских традиций. С помощью оперативных работников лаготделения удалось обезвредить и изолировать наиболее влиятельных заключённых, тем самым переведя лагпункт в определениях воровского мира из «воровской зоны» в «мужицкую», то есть где «блатные» не имели уже прежней власти. Для отошедших от воровских традиций с целью их защиты пришлось создать отдельный лагпункт, куда со всего КунеевЛага было собрано 153 заключённых. Они работали на отдельных объектах, были полностью отделены от остальных заключённых, даже еда для них доставлялась отдельно, так как сторонниками воровских традиций предпринимались попытки её испортить. Как показала дальнейшая практика и производственникам и лагадминистрации с «законными ворами» было работать и легче и проще. Зная их традиции можно было прогнозировать поступки заключённых, противодействовать им и договариваться с ними.

## Производство

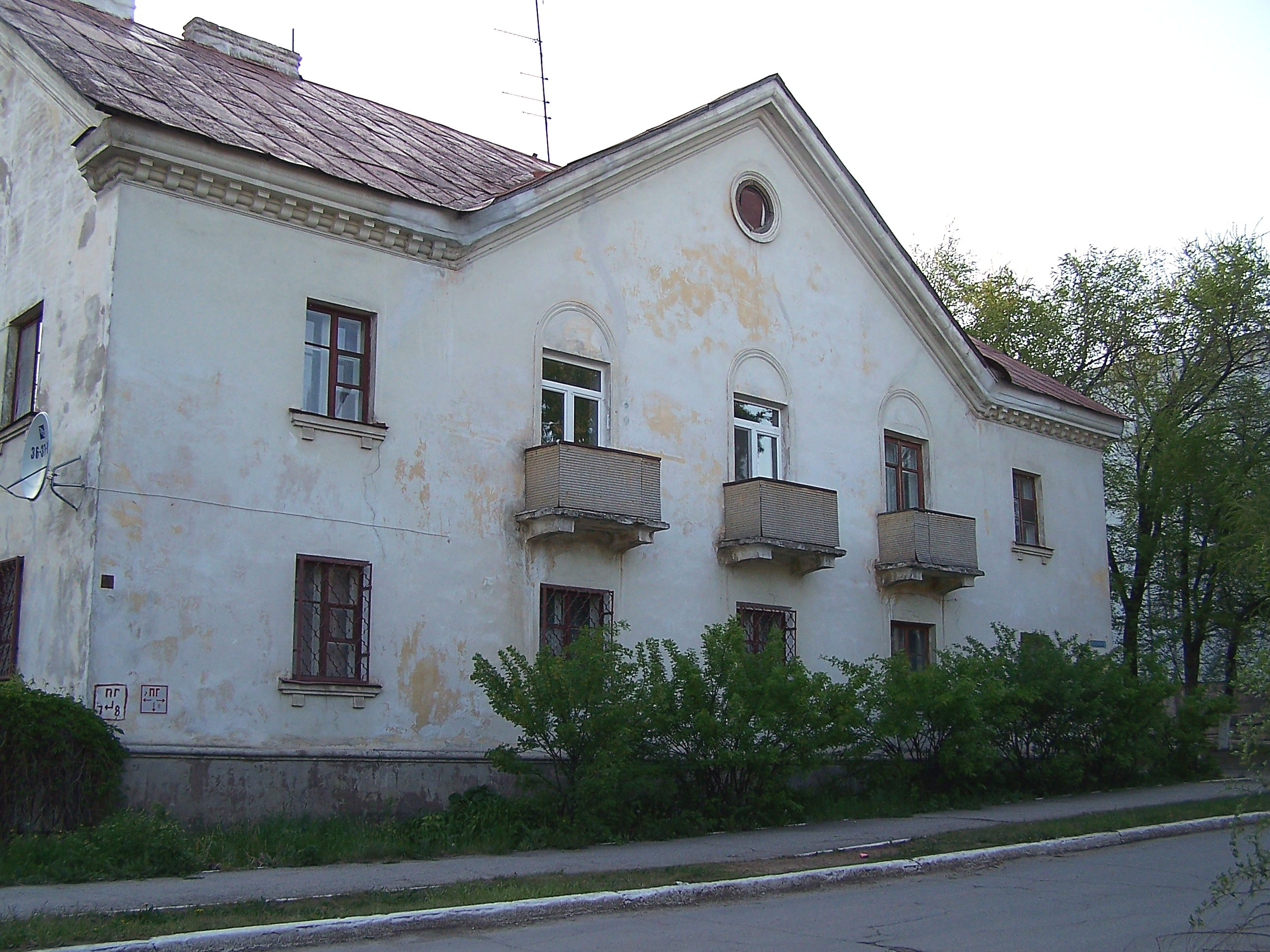
Жилой дом посёлка Комсомольск, 1954 год постройки

Основная деятельность Кунеевского ИТЛ была связана со строительством Куйбышевской ГЭС. С реформированием системы МВД в 1953 году Кунеевский ИТЛ выделял заключенных Куйбышевгидрострою на контрагентских началах, в основном для использования на тяжёлых работах. Также труд заключённых использовался на строительстве и обслуживании семи бетонных заводов, деревообрабатывающего комбината, ремонтно-механических мастерских, гаражей, складов, в жилищном и коммунально-бытовом строительстве.
В ходе подготовительного этапа строительства (1949—1951 года) заключённые занимались земляными работами, ими было построено 94 км линий связи, 85 км линий электропередач, 15 км временных автомобильных дорог, 67 км железнодорожных путей, 3 км временных водопроводов. Также было построено две механические мастерские, два столярных и три лесопильных цеха. Одновременно велось строительство самого лагеря, а также посёлков для вольнонаёмных рабочих и управленческого персонала Куйбышевгидростроя. География работ была достаточно обширной: заключённые Кунеевского ИТЛ привлекались к строительству автодороги Куйбышев—Ставрополь, железнодорожной ветки в Чапаевск до силикатного завода, железнодорожных веток Красная Глинка—Ставрополь и Сызрань—Жигулёвск, ЛЭП в 110 кВ от Сызранской ТЭЦ. Совместно с заключёнными управления ИТЛ ГУШОСДОРа МВД СССР заключённые нескольких лагпунктов Кунеевского ИТЛ привлекались к строительству моста через реку Самара.
В ходе основного этапа строительства в 1953—1955 годах крупнейшим объектом работ стал котлован ГЭС. В первой половине 1953 года в котловане круглосуточно, в три смены, трудилось 12-15 тысяч заключённых (83—86 % от общей численности работников на объекте). К октябрю 1955 года в основном усилиями заключённых Кунеевского ИТЛ была намыта земляная плотина длиной 2 800, шириной 750 и высотой 45 метра и построено здание ГЭС длиной 600, шириной 100, высотой 81 метр. Наибольшее число заключённых использовалось на подготовке опалубки, на армировании и укладке бетона, а также на его уплотнении с помощью ручных вибраторов. Всего на строительстве было перемещено земли вдвое больше, чем при строительстве Суэцкого канала, было уложено 7,4 миллиона кубометров бетона, причём в ходе строительства был установлен мировой рекорд — укладывалось почти 20 тысяч кубометров бетона в сутки.
Широко применялся труд осуждённых на работах, связанных с переносом предприятий и сооружений в связи с подготовкой ложа будущего водохранилища. Ими были построены целые кварталы посёлков, вошедших в дальнейшем в Ставрополь—Тольятти: Соцгород, Портпосёлок, Комсомольск, Шлюзовой, Жигулёвское Море. Кунеевский ИТЛ поставлял рабочую силу на все важнейшие объекты строительства, но, по свидетельству очевидцев, непосредственно на строительстве ГЭС работали заключённые, осуждённые по бытовым статьям. Отбывавшие срок за контрреволюционные преступления использовались на второстепенных работах: строительство жилья, административных зданий: ими были построены дворцы культуры в Жигулёвске и Ставрополе.
Всего в разные годы заключённые составляли до 70-85 % от общего числа участников строительства. По подсчётам специалистов, за период с 1951 по 1957 год общее среднегодовое количество осуждённых составляло 60,4 % от общего числа работавших. Таким образом, заключённые Кунеевлага сыграли решающую роль в возведении ГЭС и всей необходимой для её обслуживания инфраструктуры.

### Мотивирование труда

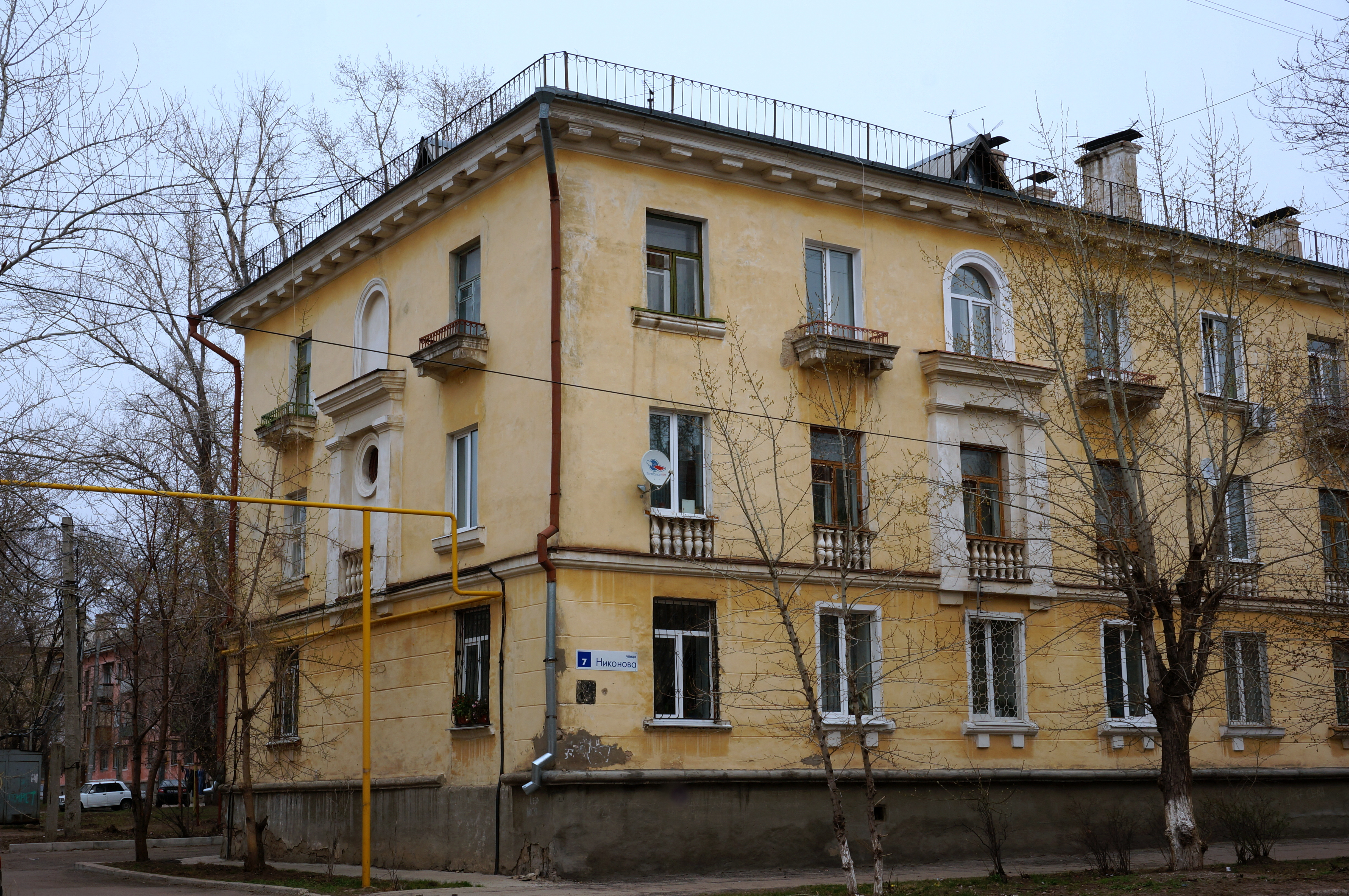
Посёлок Шлюзовой

В условиях послевоенного кризиса лагерной системы, когда производства ГУЛАГа стабильно не выполняли планы, а уровень производительности труда на стройках МВД практически вдвое отставал от такого на стройках других министерств, правительство искало различные способы стимулирования заключённых к труду.
В 1950 году правительством было принято постановление о введении оплаты труда заключенных во всех исправительно-трудовых лагерях и колониях. Заработная плата начислялась исходя из пониженных до 30 % тарифных ставок и должностных окладов в соответствующих отраслях хозяйства. Из заработной платы заключённых удерживались «по средней стоимости расходов по лагерю в целом стоимость гарантированного питания, выдаваемой одежды и обуви и подоходный налог с тем, однако, чтобы при всех условиях работающим заключенным на руки выдавалось не менее 10 % фактического заработка».
На практике удержания из заработной платы были весьма велики, и в Кунеевском ИТЛ из средней зарплаты в 1951 году в 397 рублей на руки заключённые получали лишь 200. А более 7 % заключённых получали лишь гарантированный минимум — 10 % от фактического заработка. Во первом полугодии 1952 года средняя зарплата составила 375 рублей с выдачей на руки 192 рублей. И хотя зарплата была выше, чем в целом по лагерям МВД СССР: 349 рублей и 345 рублей (на руки 122 и 131 руб.) в том же периоде, однако много ниже оплаты труда вольнонаёмных. К примеру, средняя зарплата вольнонаёмного рабочего на строительно-монтажных работах Куйбышевгидростроя в 1953 году составляла 592 рубля, а в 1954—654 рубля. Одной из самых доходных в ИТЛ была работа бетонщика, за которую заключённые получали не только приличные деньги, но и дополнительный лагерный паёк. В лагерной многотиражке неоднократно писали о рекордах бригады заключённых под руководством Золина, регулярно выполнявшей план на 200—250 % за смену. Впрочем, наличие на руках больших по лагерным меркам сумм денег, что иногда случалось, вопреки инструкциям, подвергало их обладателей лишней опасности.
Кроме того, приказом МВД СССР № 00337 от 26 мая 1950 г. «О введении зачетов рабочих дней для заключенных, занятых на строительстве Куйбышевгэсстроя» была восстановлена система зачётов: при систематическом выполнении нормы на 100 % заключённому один день наказания засчитывался за 1,5 дня, на 125 % — за два дня, на 150 % и выше — за три (по другим данным при выполнении нормы на 121 % и выше один день ударной работы засчитывался за три дня). В 1939 году Берия добился запрета применения зачётов, однако в послевоенные годы руководство МВД вновь было вынуждено ввести их на наиболее важных объектах из-за их эффективности в плане поощрения труда заключённых. Министр внутренних дел С. Н. Круглов докладывал правительству: «Практика зачётов рабочих дней заключенным показала исключительно большое значение их в деле повышения производительности труда и укрепления лагерного режима и дисциплины…». Куйбышевская ГЭС стала одним из пяти энергетических объектов строительства МВД, где постановлением совета министров СССР была разрешена подобна практика.
Система зачётов охватила 54 % заключённых Кунеевского ИТЛ, производительность труда заметно выросла, большинство участков выполняло поставленный производственный план. Заключённые из других лагерей стремились попасть на строительство ГЭС. Даже местные воры в законе поощряли ударную работу заключённых, хотя и не работая самими, но пользуясь льготой ударников. Таким образом, хотя на словах руководством МВД декларировало, что охрана «общества от опасных и враждебных элементов является первой основной функцией ГУЛАГа», экономические интересы заставляли государство вносить изменения в карательную политику с целью повышения производительности труда и решения важнейших хозяйственных задач.
У этих методов стимулирования труда имелись и недостатки, снижающие эффективность зачётов и денежных выплат. Это и несвоевременное и их неправильное начисление, учёт и выдача, и присвоение их другими лицами, например, бригадирами, и так называемая «уравниловка»: «… из 27 человек бригады работают, а 7 человек гуляют, ибо знают, что оплата будет произведена на всю бригаду». Показательно, что из 2786 заявления заключённых в администрацию, поданных за 10 месяцев 1954 года, 1248 (44,8 %) содержали жалобы на несвоевременное подведение зачётов, и связанные с этим пересидки.
Ещё одним способом стимулирования являлось трудовое соревнование между заключёнными. По официальным отчётам в соцсоревнование вовлекалось до 95-96 % спецконтингента, как, например, в лаготделении № 5 в 4 квартале 1951 года. Однако даже руководство лагеря признавало, что «в постановке соревнования наличествует много формализма, опыт передовиков распространяется плохо, популяризация передовых методов поставлена слабо, обязательства подчас берутся без учёта задач и объёмов работы на объекта…». Как результат, из 95 бригад указанного пятого лаготделения 35 не выполнили своих обязательств. Желаемых результатов насаждаемое директивными методами соревнование не приносило.
Одной из форм поощрения являлось смягчение режима содержания вплоть до расконвоирования.
Наконец, существовали различные наказания, применявшиеся по отношению к злостным нарушителям режима и плохо работающим заключённым. Наиболее часто использовались лишение зачётов рабочих дней, содержание в штрафном изоляторе (ШИЗО), направление в ИТЛ особого режима и привлечение к уголовной ответственности. Например, за 10 месяцев 1954 года 564 человек было переведено на тюремный режим, а 139 выслано в ИТЛ особого режима. Впрочем, и тут не обходилось без недостатков. В 1951—1952 годах отказники от работы даже стремились попасть в ШИЗО, так как там они оставались на общем пайке, вместо штрафного.

### Трудовое использование заключённых

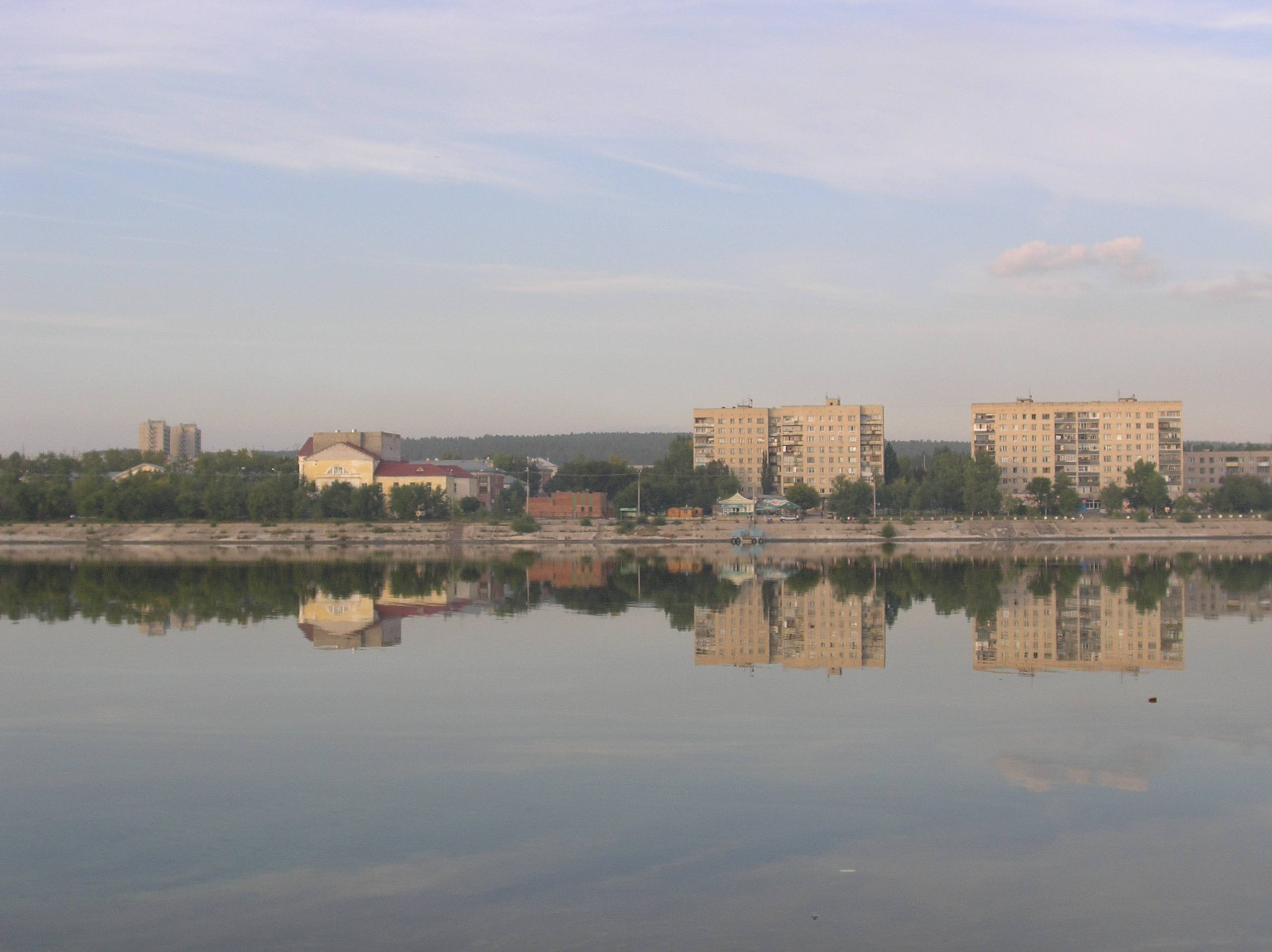
Вид на посёлок Шлюзовой через судоходный канал

Показатель трудового использования заключённых, относившихся к первой категории труда, в 1950—1511 и 1953—1954 годах в среднем составлял 82,9 % при плане в 85,5 %, колеблясь от 80,2 % до 85,2 %. Это несколько превышало трудовое использование заключённых на аналогичных стройках, в частности в Волжском ИТЛ. А по неполным данным за 1955—1956 года Кунеевлаг занимал лидирующее положение по всем лагерям ГУЛАГа по данному показателю, достигая 85-86 %, при среднем показателе, не превышавшем 77 %.
Одной из основных причин невыполнения плана являлась нерациональная организация труда в сочетании со слабым контролем за этим со стороны партийных и государственных органов. Об этом, в частности, говорилось на партийной конференции Кунеевского ИТЛ, состоявшейся в августе 1953 года, где к администрации ГУЛАГа был высказан ряд претензий, так как она решала важные вопросы весьма медленно и малоэффективно. Не был утверждён план использования заключённых, не учитывалась важность строительства и месторасположение лагеря, из-за чего в него попадали осуждённые за особо опасные преступления.
Однако, по официальным отчётам производительность заключённых Кунеевского ИТЛ была выше, чем в гидростроительных ИТЛ 1930-х годов, таких как Волжский ИТЛ и Самарский ИТЛ. Но реальные показатели искажала система мотивирования труда, приводившая к появлению масштабных приписок. По мнению сотрудника Кунеевского ИТЛ, проверявшего трудовое использование заключённых в первом квартале 1954 года, производительность труда «… является нереальной (111 %) и безусловно идет за счет всякого рода приписок в нарядах. За январь месяц по району имеется перерасход заработной платы в размере 188 тыс. руб. или составляет 30 % к плановому фонду зарплаты».
По официальным сведениям, в январе 1951 года производительность труда составляла всего 86 %, что объяснялось плохой погодой, высокой заболеваемостью, коротким световым днём. В феврале она составила 114 %, что не устраивало руководство ГУЛАГа и КГС. Особая важность строительства, личный контроль со стороны И. Сталина сделали Кунеевский ИТЛ объектом пристального внимания со стороны руководства ГУЛАГа и других ведомств, особенно в 1951—1952 годах. Главной целью различных проверок было увеличение эффективности трудового использования заключённых. Так в мае 1951 года комиссия МВД выявила множество недостатков в этом плане: несвоевременное предоставление производственно-финансовых планов, производство работ без нарядов-заданий, неверная оценка нормировщиками норм выработки и расценок. Администрация Кунеевского ИТЛ приняла массу усилий по устранению недостатков. В результате 31 июля 1951 года в Москву было доложено: «… вывод заключенных на производство во II квартале составил 84,3 % при плане 82 %, а производительность труда 132 %. Количество заключенных, не выполняющих нормы выработки, по сравнению с I кварталом, во II квартале уменьшилось на 68 %». Однако реальные цифры были иными: если в 1-м квартале 1953 года средняя производительность труда составляла 137,2 %, то во 2-м — лишь 111,3 %, план по строительно-монтажным работам был выполнен на 74 %. Такое падение историки связывают с реформированием системы ГУЛАГа, в результате которого Кунеевский ИТЛ оказался в подчинении министерства юстиции а Куйбышевгидрострой — министерства электростанций, а также проблемами с трудовыми ресурсами, вызванными амнистией 1953 года.
Всего по итогам первого полугодии 1953 года средняя производительность составляла 124,2 %, при этом 18,3 % личного состава не выполняло нормы выработки, средняя дневная выработка составила 20 р. 40 коп при плане в 18 р. 92 коп. Руководство Куйбышевгидростроя находило эти цифры недостаточными, полагая, что «лагерные работники не принимают достаточных мер к эффективному использованию заключённых на объектах работ, считая это делом производственников, в результате много ненормальностей». В свою очередь, руководство ИТЛ жаловалось на Куйбышевгидрострой, сообщая что руководство КГС не предоставляет заранее плана использования заключённых, не следит за соблюдением техники безопасности на строительстве, активно привлекает заключённых к совместным с вольнонаёмными работам. По итогам 9 месяцев 1953 года выработка на одного работающего выросла до 21 р. 60 копейки, а средняя заработная плата заключенного выросла с 354 до 374 рублей. По итогам 11 месяцев 1953 года удалось достичь средней производительности в 134,9 %, со снижением числа не выполняющих план до 16,8 %, средняя выработка составляла 103,8 % от плана. В 1954 и 1955 годах показатели ещё больше возросли: производительность составила 135 % и 143 % соответственно, выработка в 1955 году достигла 112 % от плана.
В результате планомерного увеличения эффективности использования принудительного труда Кунеевский лагерь только по итогам 11 месяцев 1953 года получил прибыль в 6 млн 20 тыс. рублей, в 1954 и 1954 годах доходы также превышали расходы. Таким образом, труд заключённых был достаточно эффективен, они как минимум окупали своё содержание.
В целом за время существования лагеря трудовое использование заключённых улучшалось, однако производственные показатели были нестабильными, так как зависели от множества факторов.. Производительность и выработка на 1 чел./день всегда оставались на грани плана, изредка его превышая, но чаще не выполняя.

### Проблемы лагерной экономики

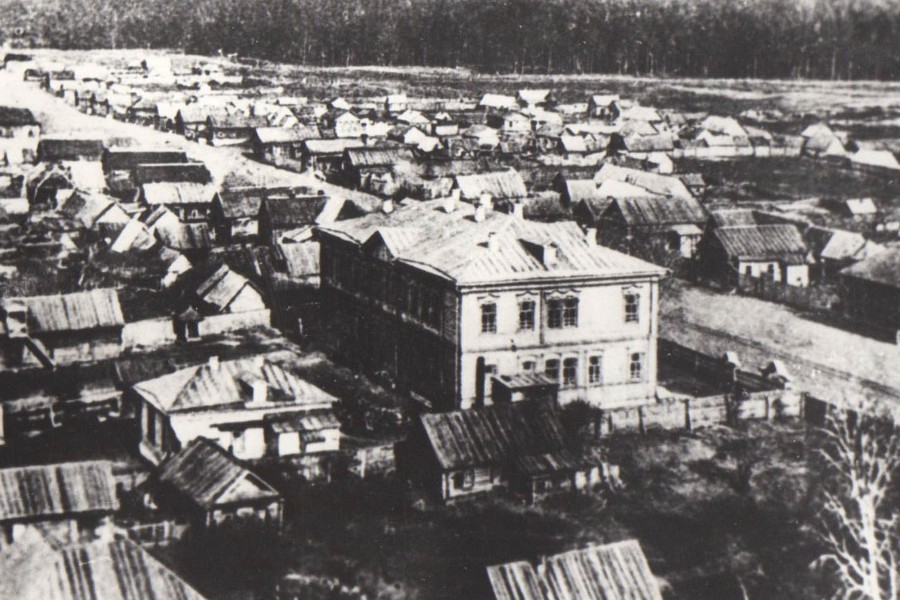
Старый Ставрополь, уничтоженный при строительстве

Серьёзной проблемой на пути увеличения производительности были простои. Простои случались из-за отсутствия фронта работ, строительных материалов, инструментов, технического руководства, плохого подвоза имеющихся стройматериалов, неудовлетворительного планирования. Механизация погрузочно-разгрузочных работы была весьма слабой, отсутствовал контроль за охраной труда и техникой безопасности. В результате только в первом полугодии 1953 года только в лаготделении № 1 было зафиксировано 11 544 человеко-дней простоя. Из них 24,6 % было связано с отсутствием транспорта, отсутствием фронта работ (16,6 %), отсутствием конвоя (11,8 %), вещевого довольствия (6,9 %), стройматериалов (4,4 %), инструмента (3,6 %). По всему Кунеевскому ИТЛ за первое полугодие 1953 года было зафиксировано 103 270 человеко-дней простоя, то есть каждый день не работало 2423 заключённых: из них вновь 27,2 % из-за отсутствия фронта работ. ИТЛ недовыполнил работ на 8,3 млн руб, что принесло прямых убытков государству на 5,8 млн рублей. Администрация ИТЛ постоянно заявляла о необходимости жесткой борьбы с простоями, но ситуация практически не изменялась и в дальнейшем.
Имелось и много других факторов, негативно влиявших на производительность подневольного труда, такие как: трата ежедневно 1,5-2 часов на пешее конвоирование заключённых на объекты и обратно в лагерь, осуществлявшееся в счёт рабочего времени, отказы начальников участков строительства от закреплённых за ними заключённых, выдача нарядов с опозданием, некоторые работы велись и вовсе без нарядов-заданий, нередки были приписки на вымышленные работы. Несмотря на усилия руководства лагеря, достаточно большое число ИТР и квалифицированных рабочих из числа заключённых использовались не по прямой специальности. Только во 2 квартале 1951 года использовалось не по специальности 53 инженера, 71 техник, 38 машинистов экскаваторов, 208 трактористов и 450 шоферов. В первые годы существования в отдельных лаготделениях преобладали женщины, для которых не имелось фронта работ, было велико число заключённых, относящихся к нетрудоспособной категории.
Из-за постоянного несоблюдения техники безопасности был велик производственный травматизм. За 9 месяцев 1953 года потери рабочего времени из-за травматизма составили 27 684 человеко-дней, за аналогичный период следующего 1954 года 10 936 человеко-дней.
Экономика ГУЛАГа, основанная на использовании тяжёлого ручного труда, приводила к парадоксальному снижению эффективности производства при его механизации. Нехватка квалифицированной рабочей силы и невозможность её поступления приводила к значительным простоям оборудования и механизмов. Такая ситуация сложилась в 1939—1940-х годах, аналогичная проблема возникла и в 1950-х, где степень механизации работ была выше. Так простои одноковшовых экскаваторов составляли 11,4 % к общему рабочему времени, а многоковшовых — 40 %.
Передача хозяйственных объектов из МВД СССР в подчинение гражданских министерств осложнила трудовое использование заключённых. Доклады руководства ИТЛ свидетельствуют, что Куйбышевгидрострой не предоставлял заранее плана использования заключённых, не следил за соблюдением техники безопасности на строительстве, активно привлекал заключённых к совместным с вольнонаёмными работам. Как следствие, число простоев заметно выросло, а в лагерь увеличился и без того достаточно обширный поток запрещённых предметов, вырос и производственный травматизм, приняв массовый характер. Ситуация улучшилась в 1954 году, когда лагерь вновь вернулся в подчинение МВД, практика показала, что соединение производственных и пенитенциарных функций обеспечивает большую эффективность лагерной экономики.
Состав заключённых в лагере постоянно изменялся в связи с отбытием сроков некоторыми из них. Только в январе 1952 года освободилось 106 человек. Руководству КГС и ИТЛ предлагалось «обеспечить максимальное закрепление за строительством Куйбышевской ГЭС специалистов из числа заключенных», причем создать для них надлежащие жилищно-бытовые условия и использовать их по специальности.
Широкое применение системы зачётов сделало вопрос об освобождении особо важным — досрочно освобождались наиболее трудоспособные заключённые. 16 августа 1952 года Совет Министров СССР выпустил постановление о «закреплении на важнейших предприятиях и стройках МВД лиц, освобождаемых из лагерей от дальнейшего наказания в связи с применением зачётов рабочих дней». Кунеевлаг вошёл в ограниченное число ИТЛ, получивших право принудительно оставлять вольнонаёмными рабочими лиц, получивших досрочное освобождение. С ними заключались индивидуальные трудовые договора длительностью на половину от остававшегося срока заключения, сокращённого зачётами, при этом до окончания договора паспорта на руки освобождённым не выдавались . Ситуация с кадрами серьёзно ухудшилась в 1953 году после амнистии, объявленной указом Президиума Верховного Совета СССР 27 марта 1953 года. К августу 1953 года из Кунеевского ИТЛ было освобождено около 30 тысяч человек, преимущественно квалифицированных работников, взамен которым было переведено лишь 16 тысяч человек, многие из которых являлись рецидивистами, трудовое использование которых было крайне затруднительным.
Впрочем, использование в качестве рабочей силы заключённых имело и определённые преимущества. Попытка перейти на вольнонаёмный труд на строительстве Куйбышевской ГЭС столкнулась с серьёзными трудностями в кадровом снабжении: это и нехватка рабочей силы, особенно квалифицированной, и высокая текучесть кадров. По данным КГС в 1956 году, когда на вольнонаёмный труд были переведены несколько производств: карьеры, деревообрабатывающие комбинаты, ремонтно-механический завод, базы УМТС, Куйбышевский стройрайон и т. д., при плановой потребности работающих в первом квартале года в 50 357 человек наличествовало лишь 46 122 человека. Дефицит пытались восполнить за счёт вербовки добровольцев-комсомольцев, но в их среде также была очень высокая текучесть: они уходили в армию, на учёбу, увольнялись за нарушения трудовой дисциплины. Так в феврале 1956 года, по данным КГС, из запланированных 2500 человек на стройку прибыло 1662, а убыло 1810 человек, как результат выполнение плана было сорвано. К тому же большинство вольнонаёмных работников не обладали необходимой квалификацией Переход на вольнонаёмный труд приводил также к «увеличению брака и к удорожанию себестоимости строительства». На некоторых участках отказ от использования заключённых приводил и вовсе к полной остановке работ, так как вольнонаёмные не соглашались работать в подобной обстановке, при отсутствии жилья и элементарных культурно-бытовых условий.
В целом, руководству КГС и Кунеевского ИТЛ удалось лучше справиться с реформированием системы ГУЛАГа и постепенной ликвидацией лагерной экономики, чем руководству соседнего аналогичного строительства Сталинградской ГЭС. Удалось сохранить достигнутую ранее интенсивность использования труда заключённых, сохранить темпы строительства, в результате строительство Куйбышевской ГЭС заняло на 3 года меньше, чем Сталинградской, где массовый переход на вольнонаёмный труд потребовал дополнительных материальных, людских ресурсов и времени.

## Комментарии
1. ↑  Точные данные Кононенко и Гаджиева пока установить не удалось
2. ↑  Согласно статье 28 УК РСФСР осуждённые на срок до трех лет лишения свободы должны были отбывать наказание в общих местах заключения, а осужденные на срок от трех лет и выше — в исправительно-трудовых лагерях.
3. ↑  Приказ МВД СССР № 0286 1949 г. «О порядке расконвоирования з/к»
4. ↑  Указ Президиума Верховного Совета СССР от 16.06.1939 г. «О лагерях НКВД СССР»
5. ↑  Постановление Совета Министров СССР № 1804-627с от 25 апреля 1950 г.